# Пољска нана
Пољска нана (лат. Mentha arvensis) вишегодишња је зељаста биљка из породице уснатица. Распрострањена је у деловима Европе, западној и централној Азији, источним Хималајима, источном Сибиру и Северној Америци.

## Опис биљке
Достиже висину од 15 до 60 цм. Има развијене и јаке ризоме којима се може вегетативно размножавати. Стабло је разгранато и маљаво. Листови се налазе на кратким петељкама, доњи су округласти, а горњи јајолики. Црвенкасти цветови су груписани у пазуху листова.